# Zoltán Szélesi
Zoltán Szélesi (Budapest, 22 novembre 1981) è un ex calciatore ungherese, di ruolo difensore.